# استودان‌های تنگ زندان
استودانهای تنگ زندان مربوط به دوره ساسانیان است و در شهرستان مرودشت، بخش مرکزی، روستای عز آباد واقع شده و این اثر در تاریخ ۲۲ مرداد ۱۳۸۴ با شمارهٔ ثبت ۱۳۳۳۸ به‌عنوان یکی از آثار ملی ایران به ثبت رسیده است.